# 胡佛水壩
胡佛水壩（英語：Hoover Dam，又稱）是一座落於科罗拉多河黑峽谷河段之上的混凝土重力式拱壩，位於美國西南部城市拉斯维加斯东南48公里亚利桑那州与内华达州交界处，為美國最大的水壩，被譽為沙漠之鑽（Diamond on the desert）。胡佛水壩建於1931年至1936年，最初被稱為博爾德大壩（1933年）。1947年，美國國會決議正式將其命名為胡佛水壩。
1900年前後，人們就布萊克峽谷和附近的博爾德峽谷的潛力進行研究，以規劃可控制洪水，滿足灌溉和水電需求的水壩。1928年，美國國會批准了胡佛水壩項目，Six Companies財團得標。如此巨型的混凝土結構建築此前從未建造過。該財團於1936年3月1日將大壩移交給聯邦政府，比預計提前了兩年多。胡佛水壩位於內華達州博尔德城附近。胡佛水壩按全滿時體積計算，是美國最大的水庫。胡佛水壩現在是重要的觀光景點，每年有約一百萬人慕名參觀。

## 背景
隨著美國西南部的開發，科羅拉多河被視為灌溉水的潛在來源。1890 年代後期首次嘗試將河流改道用於灌溉，當時土地投機者威廉·比蒂 (William Beatty ) 在墨西哥邊境以北修建了阿拉莫運河。運河在延伸到名為帝王谷的荒涼地區比蒂之前浸入墨西哥。雖然來自皇家運河的水使山谷得以廣泛定居，但事實證明，這條運河的運營成本很高。在導致科羅拉多河填滿索爾頓海的災難性突破之後，南太平洋鐵路1906-07 年花費了 300 萬美元來穩定水道，但它希望聯邦政府能夠償還這筆錢是徒勞的。即使在水道穩定之後，由於與邊界墨西哥一側的土地所有者不斷發生爭執，事實證明它並不令人滿意。
隨著電力傳輸技術的改進，下科羅拉多州被認為具有水力發電潛力。1902 年，洛杉磯的愛迪生電氣公司對這條河進行了勘測，希望能建造一座 40 英尺（12 公尺）高的岩壩，能夠產生 10,000 馬力（7,500 千瓦）的功率。然而，當時的電力傳輸限制是 80 英里（130 公里），在這個限制範圍內幾乎沒有客戶（主要是礦山）。愛迪生允許其在河上持有的土地選擇權失效——包括成為胡佛水壩所在地的選擇權。
在接下來的幾年裡，當時被稱為Reclamation Service的填海局(BOR) 也將下科羅拉多州視為大壩的所在地。服務負責人Arthur Powell Davis提議使用炸藥將位於最終壩址以北 20 英里（32 公里）的 Boulder Canyon 的牆壁河流將帶走較小的碎片，並建造一座水壩，將剩餘的瓦礫納入其中。1922 年，在考慮了幾年後，墾務局最終拒絕了該提議，理由是對未經證實的技術的懷疑以及是否真的能省錢的問題。

### 規劃和協議
1922 年，墾務局提交了一份報告，呼籲在科羅拉多河上建造一座大壩，用於防洪和發電。該報告主要由戴維斯撰寫，在內政部長阿爾伯特·法爾之後被稱為法爾-戴維斯報告。Fall-Davis 報告將科羅拉多河的使用列為聯邦關注的問題，因為該河流域覆蓋了幾個州，並且該河流最終進入了墨西哥。儘管 Fall-Davis 報告要求在“博爾德峽谷或其附近”建造水壩，但墾務局（次年更名為墾務局）發現該峽谷不適合。博爾德峽谷的一個潛在地點被地質斷層一分為二; 另外兩個非常狹窄，在峽谷底部或溢洪道都沒有空間。該服務調查了黑峽谷並發現它很理想；一條鐵路可以從拉斯維加斯的鐵路頭鋪設到壩址的頂部。儘管地點發生了變化，但大壩項目被稱為“博爾德峽谷項目”。
由於最高法院對水資源分配的指導很少，大壩的支持者擔心無休止的訴訟。科羅拉多州的律師德爾夫·卡彭特提議，經國會批准，流域內的七個州（加利福尼亞州、內華達州、亞利桑那州、猶他州、新墨西哥州、科羅拉多州和懷俄明州）形成州際契約。此類契約由美國憲法第一條授權，但從未在兩個以上的州之間締結。1922 年，七個州的代表會見了當時的商務部長 赫伯特·胡佛。最初的談判沒有結果，但當最高法院下達了懷俄明州訴科羅拉多州的裁決破壞了上游各州的主張，他們急於達成協議。由此產生的科羅拉多河契約於 1922 年 11 月 24 日簽署。
兩位加州共和黨議員菲爾·斯溫 ( Phil Swing )和參議員海勒姆·約翰遜 (Hiram Johnson )多次提出授權修建大壩的立法，但該國其他地區的代表認為該項目的成本非常高，而且對加州來說最有利。1927 年密西西比州的洪水使中西部和南部的國會議員和參議員對大壩項目更加同情。1928 年 3 月 12 日，由洛杉磯市建造的聖弗朗西斯大壩發生故障，引發了一場災難性的洪水，造成多達 600 人死亡。由於該大壩是彎曲重力型，與為黑峽谷大壩提出的拱重力設計相似，反對者聲稱黑峽谷大壩的安全性無法得到保證。國會授權一個工程師委員會審查擬議大壩的計劃。科羅拉多河委員會認為該項目可行，但警告說，如果大壩失敗，科羅拉多河下游的每個社區都將被摧毀，河流可能會改變路線並流入索爾頓海。委員會警告說：“為避免這種可能性，建議的大壩應該在保守的路線上建造，如果不是超級保守的話。
1928 年 12 月 21 日，柯立芝總統簽署了授權修建大壩的法案。博爾德峽谷項目法案為該項目撥1.65 億美元，連同下游的帝國大壩和全美運河，完全替代了位於美國邊境的比蒂運河。它還允許該契約在七個州中至少有六個州批准後生效。這發生在 1929 年 3 月 6 日，得到猶他州的批准；亞利桑那州直到 1944 年才批准它。

### 設計準備和承包
甚至在國會批准博爾德峽谷項目之前，墾務局就在考慮應該使用什麼樣的大壩。官員們最終決定建造一座巨大的混凝土拱重力壩，該壩的設計由該局的首席設計工程師約翰·L·薩維奇監督。整體式大壩底部厚而靠近頂部薄，並且將呈現出朝向大壩上方的水的凸面。大壩的彎曲拱門將水力傳遞到橋台上，在這種情況下是峽谷的岩壁。楔形大壩底部厚 660 英尺（200 m），頂部變窄至 45 英尺（14 m），為連接內華達州和亞利桑那州的高速公路留出了空間。
1931 年 1 月 10 日，該局將投標文件提供給有關各方，每份 5 美元。政府提供材料，承包商負責準備場地並建造大壩。對大壩的描述非常詳細，包括 100 頁的文字和 76 張圖紙。每次出價都附帶200 萬美元的出價保證金；獲勝者必須繳納 500 萬美元的履約保證金。承包商有七年的時間建造大壩，否則將受到處罰。
猶他州建築公司的負責人瓦蒂斯兄弟有興趣競標該項目，但缺乏履約保證金的資金。即使與他們的長期合作夥伴莫里森-克努森（ Morrison-Knudsen ）合作，他們也缺乏足夠的資源，莫里森-克努森僱傭了全國領先的大壩建造者弗蘭克·克羅（ Frank Crowe）。他們與俄勒岡州波特蘭市的太平洋橋樑公司成立合資公司，競標該項目；舊金山的Henry J. Kaiser & WA Bechtel 公司；洛杉磯麥克唐納和卡恩有限公司；和俄勒岡州波特蘭的 JF Shea 公司。該合資企業被稱為六家公司。因為 Bechtel 和 Kaiser 被認為是一家公司，以 6 的名義。這個名字是描述性的，是舊金山投標中的一個內部笑話，其中“六公司”也是該市的一個華人慈善協會。共有三個有效投標，其中六家公司的投標最低，為 48,890,955 美元，與政府秘密估計的大壩建造成本相差不到 24,000 美元，比第二低的投標低 500 萬美元。
拉斯維加斯市努力遊說成為大壩建設的總部，當決策者、內政部長雷·威爾伯 ( Ray Wilbur ) 來到城裡時，關閉了許多地下酒吧。相反，威爾伯在 1930 年初宣布將在大壩附近的沙漠中建造一座模範城市。這個小鎮後來被稱為內華達州的博爾德城。1930 年 9 月，連接拉斯維加斯和大壩現場的鐵路線開始建設。

## 歷史
該壩於1931年由第三十一任總統赫伯特·胡佛為化解美国大萧条以来的困境及加速西南部地区的繁榮，動用5000人興建。坝体最後一次水泥灌漿于1935年完成，比计划提早2年竣工。1935年9月30日由富兰克林·德拉诺·罗斯福總統主持了竣工儀式。水電工程自1936年竣工發電。建成之时为当时世界上最大的混凝土结构和发电设施。该壩高726英尺（高220公尺，底寬200公尺，頂寬14公尺，堤長377公尺）。壩建成後形成人工湖米德湖，該湖為西半球最大人工湖，湖區有6個碼頭，景致優美，已成為美國遊艇、滑水、釣魚、露營渡假勝地。

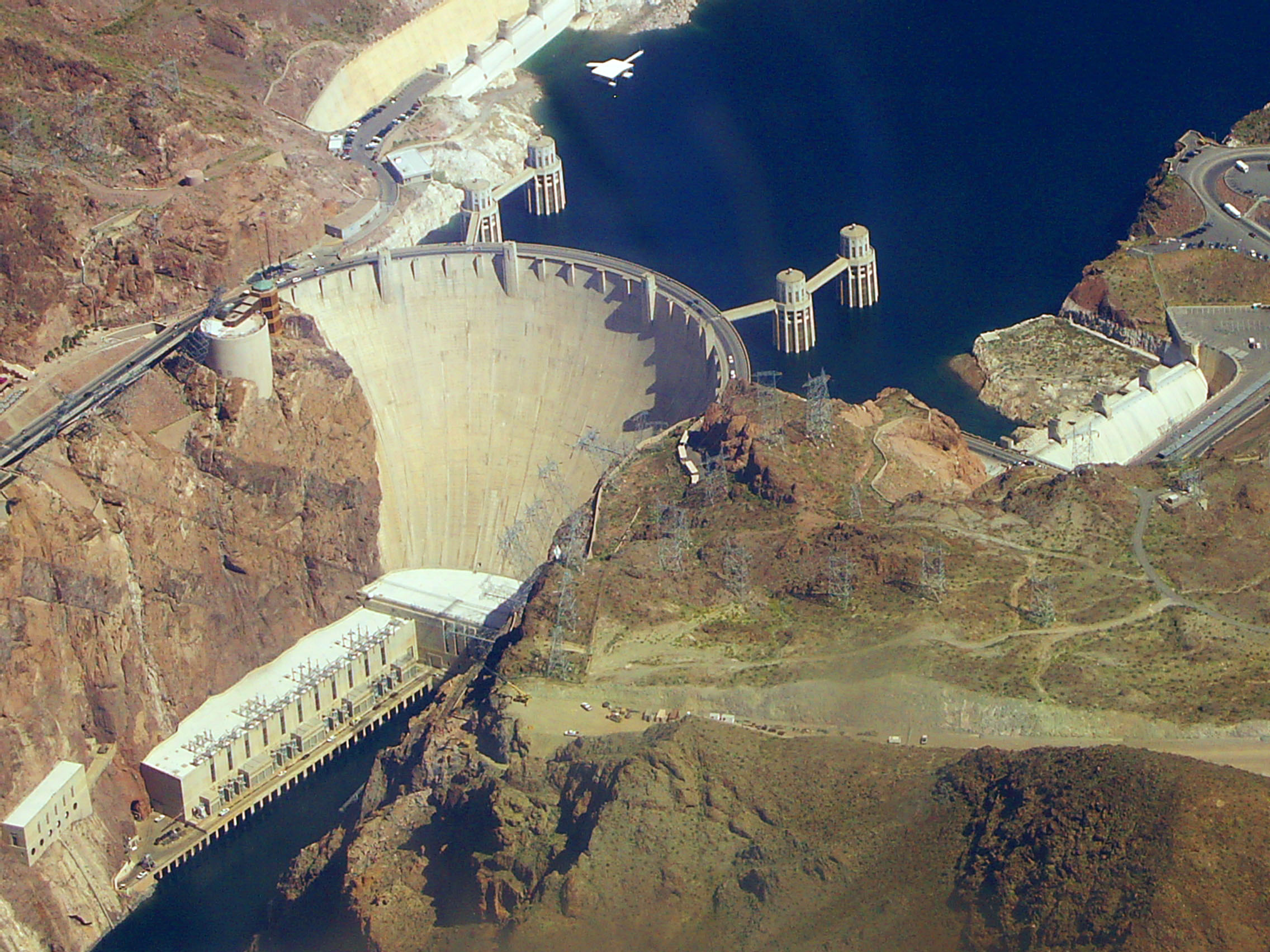
胡佛水坝俯瞰照片

胡佛水壩位於州界上，且亞利桑那及內華達兩州有一小時之時差，故水壩兩端各設有一時鐘以方便過客對時。
2022年7月19日，胡佛水坝坝体下方的配套楼房发生爆炸。

## 建造過程
胡佛水壩在1931年3月11日開工，首席工程師是弗兰克·克罗，水壩經費由政府資助，因此他必須在政府限定時間之內完工，否則將會面臨一大筆罰款。在他們建造水壩前，必須先開闢一條通往峽谷的道路，以運送物資。由於當時正處於經濟大蕭條時期，失業人數大增，因此為水壩的建造提供了一群數量可觀的廉價勞工。
在建造水壩之前，必須先把科羅拉多河分艙分流，但河流兩旁滿佈懸崖，因此惟一方法是在峽谷兩邊鑽挖爆破，開闢四條分流隧道。然而開闢分流隧道的工人生活和工作環境每況愈下，令許多工人對弗兰克·克罗越來越不滿，甚至策劃罷工。8月7日，工人正式罷工，當時仍有大量有資格取代他們的失業人士，因此工人是冒一個很大的風險，甚至有可能失去工作。克罗選擇開除罷工的工人，然後重新招聘。1932年，河水首次流入隧道，分流工程成功，能夠正式得建造水壩。餘下的工程主要是利用混凝土去建設水壩，政府給予的限期為4年半，時間雖多，但克罗欲提早完工，以獲得大筆獎金。1933年，總共傾注了一百萬立方碼的混凝土，1935年，水壩提早了兩年完工，而克罗也獲得一筆獎金。胡佛水壩工程十分浩大，建設工程中有112名工人因各種事故失去性命。

## 統計資料
- 建造花費：4900萬美元
- 人命損失：112人[6][7]
- 水壩高度：221.4米
- 水壩長度：379.2米
- 水壩厚度：全厚200米
- 混凝土數量：333萬立方米
- 裝置容量：2080兆瓦
- 年發電量：42億千瓦时
- 發電率：0.23〈相當於平均一天發電5.5小時〉
- 交通流量：每日約13000至16000人橫過水壩
- 米德湖統計資料：面積157900英畝，深152米，湖岸線長885公里[8]

## 貢獻效益
- 儲存科羅拉多河兩年流水量，發電供應鄰近三個州。
- 另外在水庫底部的發電廠設置17部發電機，裝機容量135萬KW，每年產生42亿千瓦时的能量，足夠鄰近地區150萬人使用。
- 胡佛水壩成為了旅遊景點，並設有訪客中心供訪客使用。

## 环境影响
- 胡佛水坝的建造和运行引起的水流和用水的变化对科罗拉多河三角洲产生了巨大影响[9]。大坝的建设致使河口生态系统受到不良影响[9]。在大坝建成后的六年里，虽然米德湖已经蓄满水，但实际上水并没有到达河口[10]。三角洲的河口曾经是一个淡水与咸水混合区40英里（64），延伸至河口以南，现在变成了一个逆河口，靠近河口的盐度更高[11]。
- 在水坝建造前，科罗拉多河曾经历过多次自然洪水。大坝虽然消除了洪水，但对能适应洪水的多种动植物造成威胁[12]。大坝的修建破坏了大坝下游河流里的原生鱼类种群[13]，其中包括许多具生態價值物种[14][15]。

## 洩洪
為了避免水從水壩中滿出，胡佛水壩一共洩洪過兩次，一次是試用，而另一次才是正式洩洪。